# Computer Systems Research Group
Computer Systems Research Group – istniejąca do 1995 roku informatyczna placówka badawczo-rozwojowa Uniwersytetu Kalifornijskiego Berkeley, w której stworzono (1974) i rozwijano do 1993 gałąź systemu Unix znaną pod nazwą BSD. W latach 80. grupa prowadziła prace nad protokołami sieciowymi w Uniksie dzięki grantowi DARPA.
Ośrodek zatrudniał m.in. takie osoby jak (alfabetycznie) Keith Bostic, Bill Joy, Bill Jolitz, Michael J. Karels, Marshall Kirk McKusick, Samuel J. Leffler.
W 1992 roku grupa pracowników CSRG założyła nieistniejącą już firmę znaną jako Berkeley Software Design Inc. (BSDI), która rozwijała system BSD/OS (przez pewien czas jako BSD/386). Inny z pracowników centrum, Bill Jolitz, próbował na bazie BSD stworzyć wolną implementację Uniksa dla komputerów PC opartych na procesorach i386. Stał się nią dziś już nie rozwijany system 386BSD, który położył podstawy dla współczesnych systemów NetBSD i FreeBSD. Najbardziej chyba znanym z całej grupy jest jednak Bill Joy, współzałożyciel firmy Sun Microsystems oraz autor wielu programów (m.in. edytora vi) i technologii informatycznych.